# 정충근
정충근 (1995년 3월 1일 ~ )은 대한민국의 축구 선수로 현재 K4리그의 서울 중랑 축구단에서 활동하고 있다.

## 어린 시절
경상북도 포항시 출생으로 강구중학교 3학년이던 2010년 9월 프랑스로 건너가 3년동안 FC 낭트 유스팀 소속으로 활동했고 특히 2013년 U-19 프랑스컵에서 주전 공격수로 팀의 준우승에 기여하며 기량을 인정받았다.

## 클럽 경력

### FC 낭트 리저브팀
2013-14 시즌부터 2015-16 시즌까지 샹피오나 나시오날 2의 FC 낭트 리저브팀 소속으로 36경기 2골을 기록했으나 1군에서는 단 1경기도 출전하지 못했다.

### 일본 J2리그
2017 시즌부터 2020 시즌까지 4시즌동안 일본 J2리그의 요코하마 FC, 파지아노 오카야마, 마치다 젤비아에서 활약하며 공식전 122경기 12골의 준수한 성적을 기록했다.

### 수원 FC
2021 시즌을 앞두고 K리그1에 5년만에 복귀한 수원 FC에 합류한 이후 14경기에 출전하며 5위 및 사상 첫 상위스플릿 진출이라는 수원 FC 구단 역사상 K리그1 역대 최고 성적에 일조했다.

### 경남 FC
2022 시즌을 앞두고 장혁진과의 맞트레이드를 통해 K리그2의 경남 FC로 이적하여 2022 시즌 공식전 20경기 3골 1어시스트를 기록하며 경남의 2022년 K리그2 플레이오프 진출에 일조했다.

### 여주 FC
2022 시즌을 마친 뒤 군 복무를 수행하기 위해 K4리그의 여주 FC로 이적한 후 2023년 K4리그에서 30경기 17골로 득점왕 및 최우수선수상을 수상하면서 팀의 우승 및 차기 시즌 K3리그 승격을 이끌었다.

### 서울 중랑 축구단
여주 FC가 K3리그로 승격됨에 따라 2024 시즌을 앞두고 K4리그 서울 중랑 축구단 입단을 통해 잔여 군 복무 기간을 채울 예정이다.

## 수상

### 클럽
경남 FC
- K리그2 : 3위 (2022)

여주 FC
- K4리그 : 우승 (2023)

### 개인
- K4리그 득점상 : 2023 (17골)
- K4리그 MVP : 2023